# فو می
منطقه‌تان تهانه (به لاتین: Tân Thành District) یک منطقهٔ مسکونی در ویتنام است که در جنوب شرقی ویتنام واقع شده‌است.

## خصوصیات
منطقه‌تان تهانه ۳۳۸ کیلومترمربع مساحت و ۱۰۱٬۵۵۹ نفر جمعیت دارد.